# Xiphocarididae
Xiphocarididae é uma família de crustáceos decápodes marinhos da superfamília Nematocarcinoidea que inclui apenas um género extante conhecido, o género Xiphocaris von Martens, 1872 (considerado por alguns autores como parte da família Atyidae).